# Jean Zimmer
Jean Zimmer (sinh ngày 6 tháng 12 năm 1993) là một cầu thủ bóng đá chuyên nghiệp người Đức, thi đấu ở vị trí hậu vệ phải cho câu lạc bộ 1. FC Kaiserslautern.

## Sự nghiệp
Zimmer ra mắt tại giải 2. Bundesliga vào ngày 23 tháng 12 năm 2013, trong chiến thắng 2–1 trên sân khách của 1. FC Kaiserslautern trước FC Ingolstadt.
Trong mùa giải 2016–17, Zimmer chuyển đến VfB Stuttgart. Trong mùa đầu tiên tại câu lạc bộ, anh ra sân 16 lần ở 2. Bundesliga và một lần tại Cúp Quốc gia Đức (DFB Pokal).
Vào tháng 8 năm 2017, anh gia nhập Fortuna Düsseldorf theo dạng cho mượn trong một mùa giải. Đến ngày 18 tháng 5 năm 2018, Zimmer chính thức chuyển đến Düsseldorf.
Ngày 12 tháng 1 năm 2021, anh trở lại 1. FC Kaiserslautern theo dạng cho mượn trong phần còn lại của mùa giải. Ngày 1 tháng 7 năm 2021, anh chính thức tái gia nhập Kaiserslautern và được bổ nhiệm làm đội trưởng. Trong mùa giải 2023–24, anh đã dẫn dắt Kaiserslautern đến trận chung kết Cúp Quốc gia Đức (DFB Pokal) lần đầu tiên kể từ mùa giải 2002–03.